# 休
休 (repos, vacances) est un kanji composé de 6 traits et fondé sur 人. Il fait partie des kyōiku kanji de 1re année.
Il se lit キュウ (kyū) en lecture on et やす (yasu) en lecture kun.

## Exemples
- 休 (kyū) : repos, vacances.
- 休む (yasumu) : se reposer.
- 休火山 (kyūkazan) : volcan endormi.
- 春休み (natsuyasumi) : vacances d'été.